# Pokémon Black en White
Pokémon Black Version en Pokémon White Version ("Version" wordt doorgaans weggelaten) zijn computerspellen uit de Pokémon-franchise die zijn ontwikkeld door Game Freak en gepubliceerd door Nintendo en The Pokémon Company voor de Nintendo DS. Het zijn de eerste spellen van de vijfde generatie van de Pokémon-serie. In Japan zijn de spellen in september 2010 uitgebracht, Europa en de Verenigde Staten moesten tot begin maart 2011 wachten. 
De spellen spelen zich af in de fictieve regio Unova. Net als in de voorafgaande spellen uit de reeks is het het doel van de speler om de beste Pokémon Trainer te worden. Het is ook de eerste keer dat er een vrouwelijke Pokémon professor is genaamd Professor Juniper. Ook moet in dit spel weer een duivels team verslagen worden, in dit geval Team Plasma, wiens doel het is om Pokémon te bevrijden van mensen. De speler kan aan het begin van het spel kiezen tussen de starter-Pokémon Snivy, Tepig en Oshawott. De dag-en-nachtcyclus is er weer maar er is nog een cyclus bij gekomen, genaamd de seizoencyclus. Deze seizoencyclus duurt korter dan een echt seizoen.
Pokémon Black 2 en White 2 zijn de opvolgers en spelen twee jaar later af.